# Уильямс, Бриана
Бриана Николь Уильямс (англ. Briana Nichole Williams; род. 21 марта 2002, Майами, Флорида) — ямайская легкоатлетка, чемпионка Олимпийских игр 2020 года в Токио в эстафете 4×100 метров, призёр чемпионатов мира в эстафете. 

## Спортивная карьера
2018
17 марта на турнире Bob Hayes Invitational в Джексонвилле, штат Флорида, Уильямс побила мировой рекорд в беге на 100 метров среди девушек до 15 лет, выиграв за 11,13 секунды. Предыдущий рекорд составлял 11,17 секунды, установленный почти за 27 лет до этого Мэрион Джонс 1 июня 1991 года.
Две недели спустя она завоевала золотые медали в бегах на 100, 200 метров и 4 × 100 метров на Играх CARIFTA 2018 в категории до 17 лет, установив чемпионские рекорды в эстафетах на 100 и 4 × 100 метров.
В июле она стала самым молодым спортсменом, когда-либо побеждавшим на дистанции 100 и 200 метров среди женщин на чемпионате мира ИААФ до 20 лет в Тампере.
2019
На Играх CARIFTA 2019 в апреле Уильямс снова утроился в эстафете на 100 м, 200 м и 4 × 100 м, чтобы выиграть три золотые медали в категории до 20 лет.
1 июня Уильямс установила новый рекорд Ямайки среди юношей до 18 и до 20 лет в беге на 100 метров среди женщин на турнире JAC Open в Джексонвилле, штат Флорида, улучшив рекорд Киары Грант среди юношей до 20 лет, установленный месяцем ранее, на сотую долю секунды. секунды до 11,10 секунды. Грант вернул рекорд неделю спустя на чемпионате NCAA Division I в Остине, штат Техас, с финишем в финале 11,04 секунды, но менее чем через час Уильямс улучшил рекорд до 11,02 секунды на Great Southwest Classic в Альбукерке., Нью-Мексико.
Уильямс пробежала 10,94 с в финале 100 м на чемпионате Ямайки 21 июня 2019 года, что позволило бы установить лучшее время в мире среди юношей до 18 лет и улучшить её рекорд Ямайки среди юношей до 20 лет. Однако во время соревнований у неё был положительный результат на запрещенный диуретик гидрохлоротиазид . Она была признана невиновной и не получила срока дисквалификации, но её результаты на чемпионате Ямайки были аннулированы.
2021
Уильямс улучшила свой официальный рекорд Ямайки среди юношей до 20 лет — 11,02 секунды в беге на 100 метров среди женщин на JAC Summer Open в Джексонвилле, штат Флорида, 30 мая, показав 11,19 секунды в отборочных соревнованиях, а затем выиграв финал за 11,01 секунды. Днем позже в Американской легкоатлетической лиге на той же трассе она пробежала 10,97 в отборочных заездах, но время помогло ветру +2,5 м / с, что делает его непригодным для целей рекорда, допускающих не более +2,0. м / с скорость ветра. В финале она показала 10,98 секунды, чтобы выиграть при скорости ветра всего +1,0 м / с, установив свой второй рекорд Ямайки среди юношей до 20 лет за два дня. В июне 2021 года Уильямс занял четвёртое место на национальном чемпионате Ямайки со временем 11,01 на дистанции 100 метров, таким образом, не получив квалификацию на летние Олимпийские игры 2020 года в этом виде.
На Олимпийских играх в Токио завоевала золотую медаль в эстафете 4×100 м.

## Награды и признание
Уильямс получила премию Остина Сили на Играх CARIFTA в 2018, а затем в 2019 году за установленные рекорды и золотые медали в эстафете на 100, 200 и 4х100 метров в обоих выпусках. Она была первой ямайской спортсменкой, получившей награду два года подряд после Усейна Болта в 2004 году.
За свои спортивные достижения в 2018 году она была номинирована на награды IAAF Female Rising Star и Laureus Breakthrough of the Year.